# Barbara Lee

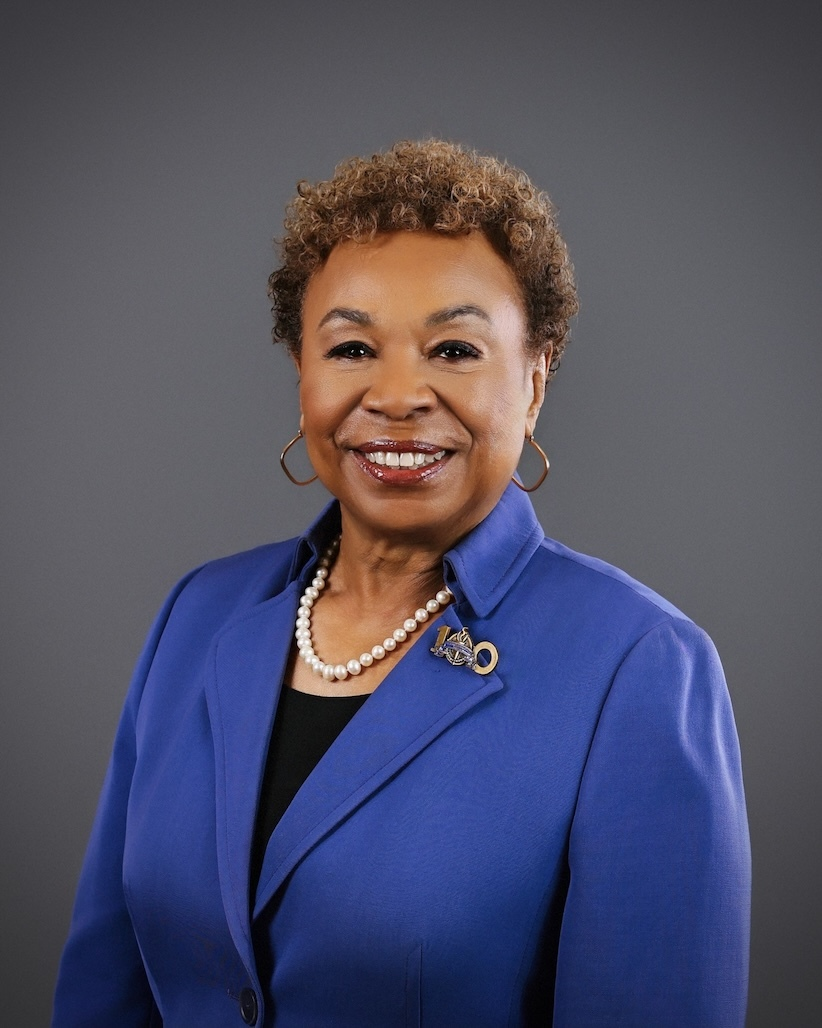
Lee em seu retrato como prefeita de Oakland.

Barbara Jean Lee (nascida Tutt; nascida em 16 de julho de 1946) é uma política americana que atualmente serve como Prefeita de Oakland desde maio de 2025, sendo a primeira mulher negra a ocupar o cargo. Também atuou como congressista na Câmara dos Representantes dos Estados Unidos no 13º distrito congressional da Califórnia de 1998 a 2025. Ela é membro do Partido Democrata. O distrito que representava, numerado como o 9º distrito de 1998 a 2013, era baseado em Oakland e cobre a maior parte da parte norte do condado de Alameda.
Lee é um ex-presidente do Congressional Black Caucus (2009–2011) e o presidente emérito e ex-co-presidente do Congressional Progressive Caucus (2005–2009). Ela é a vice-presidente e membro fundadora do Congressional LGBTQ+ Equality Caucus. Lee também co-presidiu o Comitê Gestor Democrata da Câmara desde 2019. Ela desempenhou um papel importante no movimento antiguerra, notadamente em sua crítica vocal à Guerra do Iraque e, após os ataques de 11 de setembro, por ser o único membro do Congresso a votar contra a autorização do uso da força.